# Punta Constitución
Punta Constitución (von spanisch constitución ‚Verfassung‘) ist eine Landspitze an der Ostküste von Tower Island im Palmer-Archipel nordwestlich der Antarktischen Halbinsel. Sie begrenzt nördlich die Einfahrt von der Bransfieldstraße in die Harmanli Cove.
Argentinische Wissenschaftler benannten sie.